# Казанська церква (Луганськ)
Церква Казанської ікони Божої Матері — колишня церква в Луганську, яка існувала на однойменній вулиці міста (нині вулиці Карла Маркса).

## Історія
9 жовтня 1861 року в Департамент гірничих та соляних справ від гірничого начальника Луганського заводу Аполона Мівіюса надійшов рапорт про те, що спілка купців та міщан селища за рахунок власних коштів бажає побудувати кам'яну церкву. Будівництво храму розпочалося в тому ж році та закінчилось у 1864 році. Казанська церква була єдиним п'ятибаневим храмом в тогочасному Луганську.
В 1909 році за рішенням міської думи було виділено 500 рублів на будівництво дзвіниці. Почесний громадянин міста Іван Пивоваров виділив кошти для відливу дзвонів.
1935 року церква була закрита більшовицьким режимом. 6 листопада напередодні річниці Жовтневої революції з неї були зняті хрести і встановлені червоні прапори. 1937 року храм зруйнували. Однак 1942 року Казанська православна громада відродилась і пристосувала під молитовню приватний будинок. 1961 року парафію знову закрили.

## Опис
За даними клірової відомості за 1916 рік собор являв собою кам'яну споруду, криту залізом. При храмі протягом 1909–1910 років було збудовано кам'яну триярусну дзвіницю також криту залізом. Собор мав три престоли: перший — в ім'я ікони Казанської Божої Матері, другий — в ім'я князя Олександра Невського, третій — в ім'я святих апостолів Архипа та Филимона.
Храм мав також садибну ділянку площею понад 1200 м², на якій було розміщено два будинки, де жили священослужителі. При храмі діяла церковна бібліотека, що складалася з 240 томів, та церковнопарафіяльна школа, в якій навчалося близько 130 дітей (на 1916 рік).

## Відбудова
У 1990 році поблизу місця, де розташовувався собор, було побудовано будинок для тимчасового приміщення церкви Казанської ікони Божої Матері.
Попри те, що церкву було підірвано, залишився фундамент споруди. Цей факт сприяє бажанню Луганської єпархії відбудувати церкву. 
У 2007 році митрополит Луганський і Алчевський Іоанникій урочисто освятив місце майбутнього будівництва собору. За рік ініціативу щодо спорудження церкви взяло на себе обласне управління внутрішніх справ, проте будівельні роботи так і не розпочались.

## Світлини

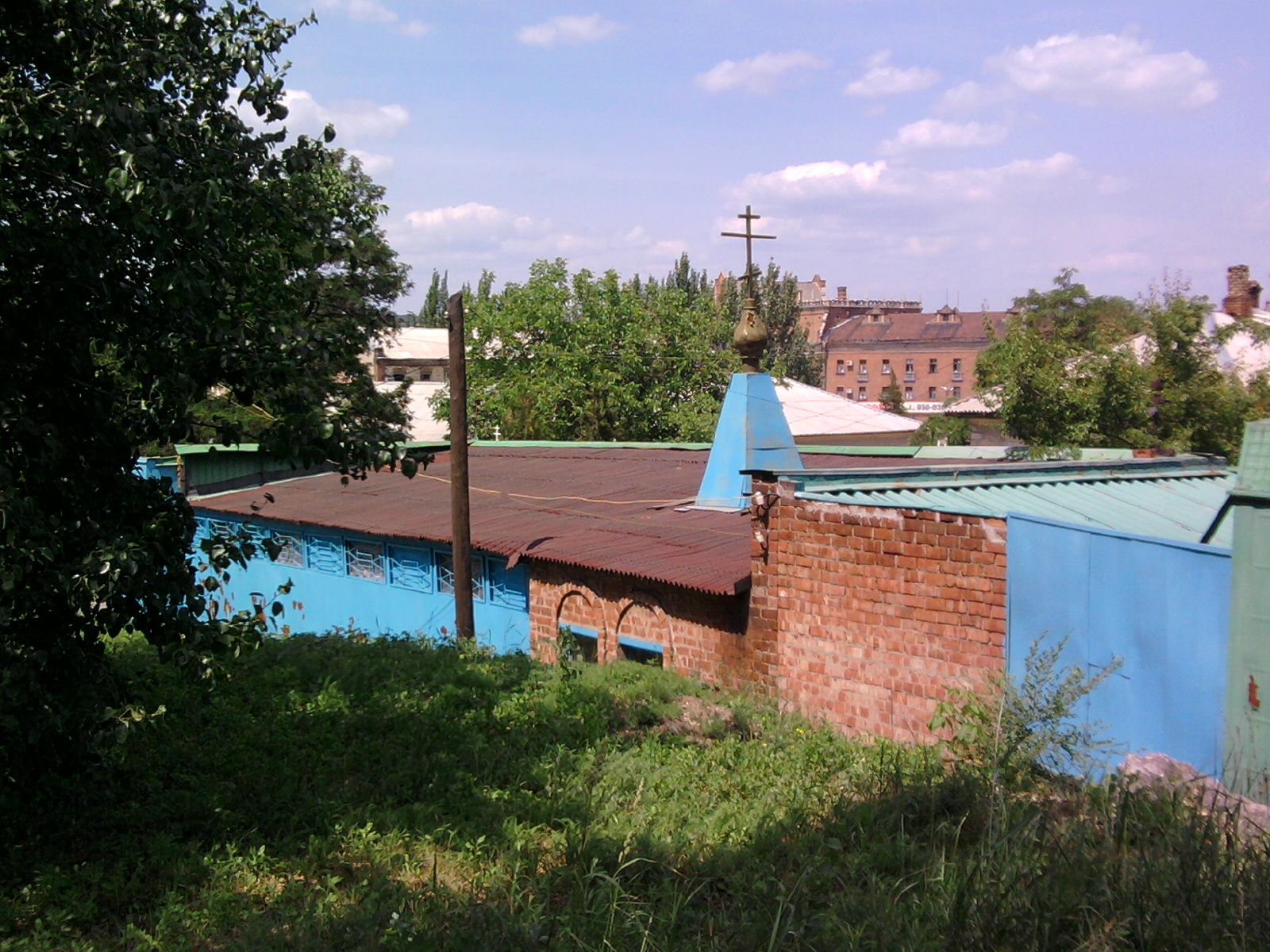
Сучасна Казанська церква
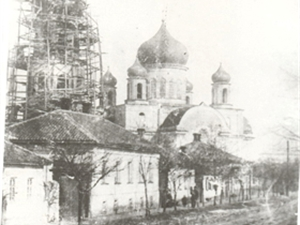
Будівництво дзвіниці собору (поч. ХХ ст.)
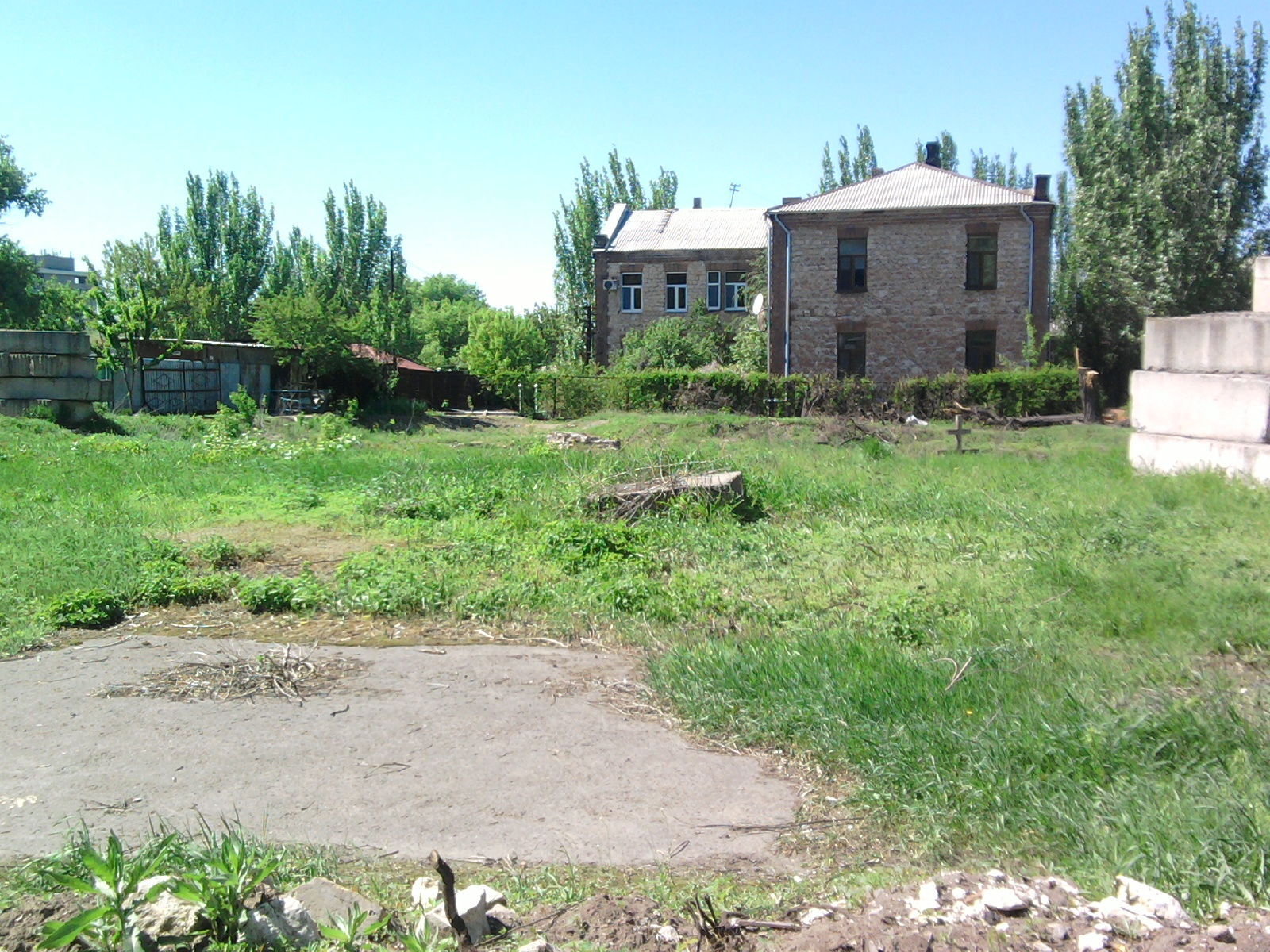
Місце, де знаходилась Казанська церква до 1937 року